# 보팔로라소프라티치노
보팔로라소프라티치노(이탈리아어: Boffalora sopra Ticino, 롬바르디아어: Boffalòra)는 이탈리아 롬바르디아주 밀라노 광역시의 코무네(자치구)로, 밀라노에서 서쪽으로 약 25km(16mi) 정도 떨어져 있다.
보팔로라소프라티치노는 마르칼로콘카소네, 베르나테티치노, 마젠타, 트레카테, 체라노와 접해 있다.

## 역사
보팔로라소프라티치노는 1859년 제2차 이탈리아 독립 전쟁의 소규모 전투가 벌어진 곳이다. 이곳은 1859년 몬테벨로 전투 이후 티치노강을 건너온 프랑스군이 당시 오스트리아 영토였던 지역을 처음으로 점령한 곳 중 한 곳이었다.